# Bernhard Bang
Bernhard Lauritz Frederik Bang, född 7 juni 1848 i Sorø, död 22 juni 1932, var en dansk veterinär och bakteriolog. 1880 blev han professor i kirurgi vid Den Kgl. Veterinær- og Landbohøjskole i Köpenhamn. Strax efter hans tillträde som professor åkte han på studieresa i Tyskland, Österrike och Frankrike. Han återkom till Danmark för att försvara sin doktorsavhandling. Under åren 1892–1922 var han veterinærfysikus och han tjänstgjorde även som veterinärrådgivare åt regeringen. Han var verksam inom nästan alla områden inom veterinärmedicinen och till hans förtjänster hör bland annat att han visade att tuberkulos kunde smitta via komjölk. Bang har också givit namn åt Bangs bakterie och Bangs sjukdom.
Förutom vetenskapliga böcker och artiklar så skrev Bang även arbeten förande veterinärmedicinens historia.